# Wael Ghonim

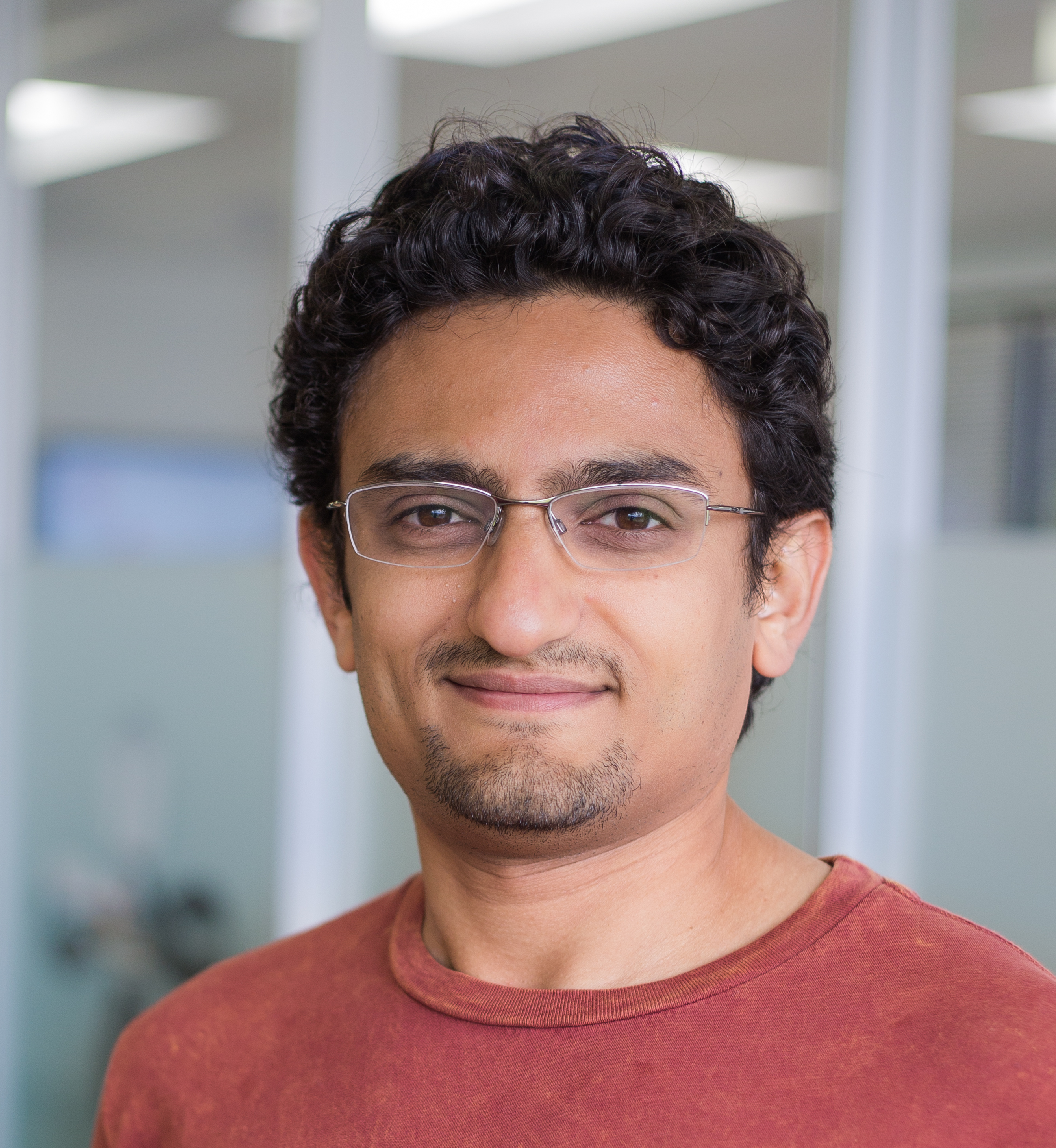
Wael Ghonim (2014)

Wael Ghonim (* 23. Dezember 1980 in Kairo) ist ein Internet-Aktivist aus Ägypten. Er wurde ab dem 7. Februar 2011 im Verlauf der Revolution in Ägypten 2011 weltweit bekannt.
2011 bezeichnete das amerikanische Time Magazin Wael Ghonim in der Time 100-Liste als einflussreichste Persönlichkeit der Welt.

## Berufliche Tätigkeiten
Ghonim studierte in Kairo Informatik, Finanzen und Marketing. Er gründete 2005 das heute in arabischen Staaten führende Finanzportal mubasher.info. 2008 wurde er Mitarbeiter bei Google Inc. für die Nahostregion mit Sitz in Dubai.

## Rolle in der Revolution
Ghonim gründete im Juni 2010 unter dem Pseudonym El Shaheed („der Märtyrer“) eine Facebook-Seite unter dem Titel „Wir sind alle Khaled Said“. Er wollte damit an einen ägyptischen Blogger erinnern, den zwei ägyptische Geheimpolizisten festgenommen und nach seiner Frage zu der gesetzlichen Grundlage dazu durch Schläge getötet hatten.
Die Facebookseite fand rasch die Unterstützung vieler, vor allem jüngerer Ägypter. Diese rief Ghonim im Gefolge der erfolgreichen Revolution in Tunesien 2010/2011 im Netz zu einer für den 25. Januar 2011 geplanten ersten Demonstration gegen das Regime von Hosni Mubarak auf. Viele Unterzeichner seines Aufrufs bildeten nun Gruppen zur organisatorischen Unterstützung einer dazu analogen ägyptischen Revolution.
Nachdem Zehntausende dem Demonstrationsaufruf gefolgt waren, nahmen Polizisten in Zivilkleidung Ghonim wie etwa 1500 andere Ägypter am 28. Januar bei einer weiteren Protestkundgebung nahe dem zentralen Tahrir-Platz in Kairo fest. Sie verbanden ihm die Augen und brachten ihn in ein unbekanntes Staatsgefängnis. Die Festnahme wurde von Protestierenden mit einer Handykamera gefilmt und im Netz verbreitet, so dass sich zahlreiche ägyptische Demonstranten und Medienvertreter um Ghonims Freilassung bemühten. Das Unternehmen Google richtete eine Telefonnummer für Zeugen ein. Weitere Protestgruppen ernannten den vermissten Ghonim symbolisch zu ihrem Sprecher.
Ghonim wurde am 7. Februar wieder freigelassen; etwa gleichzeitig wurden Internetseiten, darunter Facebook, in Ägypten wieder zugänglich, die ägyptische Staatsbehörden bis dahin abgeschaltet hatten. In einem Interview mit der Zeitschrift Newsweek bestätigte Ghonim am selben Tag, dass er der Gründer der Facebookseite für Khalid sei. Im ägyptischen Privatsender Dream TV berichtete er über seine Haft und wies Vorwürfe zurück, er und seine Unterstützer seien Landesverräter. Er sei im Gefängnis nicht gefoltert worden, habe aber nichts von den Vorgängen erfahren, auch hätten die Behörden keine seiner Angehörigen von seiner Festnahme informiert. Er sei unter anderem von Hussam Badrawi, dem Generalsekretär der Nationaldemokratischen Partei Ägyptens, nach dem Zustandekommen des Protests befragt worden und habe ihn daraufhin zum Rücktritt aufgefordert. Er sei kein Held, sondern die, die auf der Straße ihr Leben riskiert hätten, seien Helden. Als er von einigen Personen erfuhr, die im Verlauf der Proteste getötet worden waren, weinte er und bat die Angehörigen der Opfer um Verzeihung: Seine Gruppe sei schuldlos, die, die ihre Macht festhielten, hätten diese Taten zu verantworten.
Am 8. Februar wurde er auf einer weiteren zentralen Protestkundgebung auf dem Tahrirplatz von hunderttausenden Demonstranten begrüßt und rief sie auf, bis zur Erfüllung ihrer Forderungen weiter zu demonstrieren. Eine neue Facebookseite unter dem Titel „Ich beauftrage Wael Ghonim im Namen der ägyptischen Revolutionäre zu sprechen“ fand in 24 Stunden bereits 130.000 Unterstützer. Internationale Medien berichteten nun über Ghonim und vermuteten, er könne zum Wortführer der jungen, nicht in Parteien organisierten unabhängigen ägyptischen Regimegegner werden.
Am 10. Februar forderte Ghonim in der Annahme eines kurz bevorstehenden Rücktritts von Staatspräsident Mubarak die Demonstranten auf, nach Hause zu gehen. Am Folgetag antwortete er auf Kritik daran: Er habe das Interview vor Mubaraks abendlicher Rede gegeben, in der dieser seinen Rücktritt verweigerte, und es sei gegen seine Absicht verfrüht veröffentlicht worden. Er wolle kein Sprecher des Volkes sein. Zugleich veröffentlichte er einen Forderungskatalog an die ägyptische Armee, darunter die Forderung, alle politischen Gefangenen freizulassen.
Am 18. Februar 2011 wurde Ghonim von Anhängern eines Vertreters der Muslimbruderschaft, Yusuf al-Qaradawi, am Sprechen zu den Demonstranten auf dem Tahrirplatz gehindert.
Nach Mubaraks Rücktritt erklärte Ghonim am 11. Februar 2011 in einem Telefoninterview mit der US-Journalistin Katie Couric, die kontinuierlichen Berichte ausländischer Journalisten aus Kairo hätten tausenden Ägyptern das Leben gerettet und seien daher Teil der erfolgreichen Revolution. Eine Führungsrolle für die Demokratiebewegung lehnte er erneut ab.
Ghomin nannte die Ereignisse in Ägypten Revolution 2.0, die von Facebook ausgegangen sei. Er betonte die positive Funktion sozialer Medien zur Organisation und Beschleunigung demokratischer Bewegungen: Wolle man ein Volk von einer Diktatur befreien, dann müsse man ihm heute Zugang zum Internet geben. Er wolle Mark Zuckerberg, dem Gründer von Facebook, eines Tages persönlich danken. Dort könne man sich auch informieren, welche Diktatur im Mittleren Osten als Nächstes gestürzt werden könnte. Ebenso wie die ägyptische Bloggerin Noha Atef legte er jedoch den Schwerpunkt der Revolution auf die Menschen, die sie verwirklichten. Sie seien die wahren Helden.

## Artikel und Studien
- Echo Keif: We Are All Khaled Said: Revolution and the Role of Social Media. Fairfax, Virginia: George Mason University, 2011. PDF, 75 S., 2,0 MB